# Tetrakis(trifenylfosfine)palladium(0)
Tetrakis(trifenylfosfine)palladium(0) is een coördinatieverbinding die bestaat uit een centraal palladiumatoom met valentietoestand nul, omringd door vier liganden van trifenylfosfine. De vier fosforatomen liggen op de hoekpunten van een viervlak met het palladiumatoom in het centrum.
De zuivere stof is een gele, kristallijne vaste stof die aan de lucht langzaam ontleedt en bruin wordt. Ze wordt gewoonlijk bewaard onder een stikstof- of argonatmosfeer.

## Synthese
Tetrakis(trifenylfosfine)palladium(0) kan bereid worden door reductie van dichloorbis(trifenylfosfine)palladium(II) met hydrazine. Het intermediair wordt op zijn beurt gesynthetiseerd wordt door reactie van palladium(II)chloride met trifenylfosfine:
{\displaystyle {\ce {PdCl2 + 2PPh3 -> PdCl2(PPh3)2}}}
en
{\displaystyle {\ce {2PdCl2(PPh3)2 + 4PPh3 + 5N2H4 ->}}}
{\displaystyle {\ce {-> 2Pd(PPh3)4 + N2 + 4N2H5Cl}}}
Dit kan in een one-pot synthese worden uitgevoerd zonder dat het tussenproduct geïsoleerd hoeft te worden. Als oplosmiddel kan dimethylsulfoxide worden gebruiken. Na toevoeging van de reductor (hydrazine of hydrazinehydraat) en afkoeling van het reactiemengsel slaat het palladiumcomplex neer en kan het afgefilterd worden, onder een inerte atmosfeer. Naast hydrazine kunnen ook andere reductoren gebruikt worden.

## Toepassing
De coördinatieverbinding wordt gebruikt als katalysator, in het bijzonder in palladium-gekatalyseerde koppelingsreacties, waarbij een koolstof-koolstofbinding wordt gevormd tussen twee koolwaterstoffragmenten. Voorbeelden zijn onder meer de Heck-reactie, de Stille-reactie, de Suzuki-reactie en de Sonogashira-koppeling.
Deze reacties beginnen typisch met een oxidatieve additie van een organisch halogenide aan palladium, dat daarmee geoxideerd wordt tot oxidatietoestand +II. Palladium wordt daarbij in de koolstof-halogeenbinding geïnsereerd. Verder in de reactie wordt een van de liganden, vervangen door een andere koolstofgroep met een reactief centrum dat kenmerkend is voor iedere reactie, zoals een stannaan in de Stille-koppeling of een boorzuurester in de Suzuki-reactie, en ten slotte vindt een reductieve eliminatie plaats waarbij palladium(0) terug ontstaat.